# Quentin Maclean

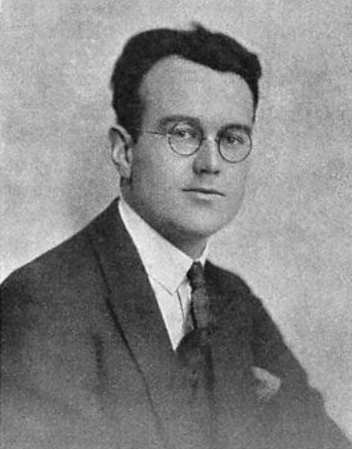

Quentin Stuart Morvaren Maclean (* 14. Mai 1896 in London; † 9. Juli 1962 in Toronto) war ein englisch-kanadischer Organist, Komponist und Musikpädagoge.

## Leben
Der Sohn des Dirigenten Alexander Maclean und Enkel des Organisten Charles Donald Maclean hatte den ersten Orgelunterricht als Kind bei seinem Vater. Zwischen 1904 und 1907 war er in England Schüler von Harold Osmund, F. G. Shuttleworth und Richard Terry. Ab 1907 studierte er am Wiener Konservatorium bei Rudolf Dittrich und Hermann Graedener. 1908 wechselte er an das Leipziger Konservatorium, wo Max Reger (Komposition), Stephan Krehl (Musiktheorie) und Karl Straube (Orgel) seine Lehrer waren. In der Kammermusikklasse von Karl Wendling wirkte er als Klavierbegleiter mit. Beim Abschluss seines Studiums umfasste sein Repertoire bereits die Orgelwerke von Johann Sebastian Bach, César Franck, Charles Marie Widor, Max Reger und Julius Reubke.
Der Ausbruch des Ersten Weltkrieges verhinderte eine geplante Laufbahn als Konzertorganist in Deutschland. Bis zum Kriegsende war Maclean als feindlicher Ausländer im Lager Ruhleben interniert. Nach dem Krieg kehrte er nach England zurück und wurde 1919 Assistenzorganist von Richard Terry an der Westminster Cathedral. 1920 wurde er Theaterorganist am Grand Theatre in Fulham, London. Ab 1921 arbeitete er mit der Orgelbaufirma Hill, Norman & Beard an der Aufstellung einer Orgel im Regent Cinema in Brighton, wo er bis 1923 wirkte. Im April 1923 wechselte er als Kinoorganist ans Filmtheater Shepherd’s Bush Pavillon, wo er kurz darauf auch George Thomas Pattmann als Konzertorganist ablöste. In dieser Zeit entstanden seine ersten Plattenaufnahmen beim Label Columbia Records.
Von 1928 bis 1930 war er Organist an der Multiplexorgel des neu eröffneten Regal Cinema Marble Arch in London. Hier wirkte er an verschiedenen Aufnahmen der BBC mit. 1930 spielte er bei der englischen Erstaufführung von Paul Hindemiths Orgelkonzert den Solopart, 1931 war er im Bournemouth Pavillon Solist seines eigenen Orgelkonzertes unter der Leitung von Dan Godfrey. 1930 wurde er Organist an der zu der Zeit größten Wurlitzer-Orgel im Filmtheater Trocadero Elephant & Castle in der Londoner New Kent Road. Hier spielte er u. a. Orgelwerke von Bach, Wolfgang Amadeus Mozarts große f-Moll-Fantasie, die Orgelsinfonien Charles Marie Widors und Transkriptionen der Klavierkonzerte Edvard Griegs, des Hochzeitsmarsches von Felix Mendelssohn Bartholdy, des Walkürenrittes von Richard Wagner und der Rhapsody in Blue von George Gershwin.
Während einer Reise mit seiner Frau nach Kanada im Jahr 1939 brach in Europa der Zweite Weltkrieg aus, und Maclean beschloss, in Kanada zu bleiben. Healey Willan engagierte ihn für die Eröffnung der Universitätskonzerte an der Universität Toronto. Er gab im Oktober 1939 eine Konzertreihe im Royal York Hotel und spielte ab Ende 1939 zwei wöchentliche Livesendungen bei der CBC, mit der er bis zu seinem Tode zusammenarbeitete.
Ab 1940 war Maclean Organist an der Holy Rosary Church in Toronto, zum Jahresende berief ihn die Chorschule der St. Michael’s Cathedral zum Orgelprofessor, und von 1942 bis 1950 war er Theaterorganist am Shea's Theatre in Toronto. Außerdem unterrichtete er am Toronto Conservatory of Music, am St. Michael's College und an der Universität Toronto. Daneben trat er als Konzertorganist an den größten Orgeln Kanadas auf. 1948 baute die Orgelbaufirma Casavant Frères nach seinen Entwürfen eine neue Orgel für die Holy Rosary Church. Anfang der 1960er Jahre ließ der ehemalige Gouverneur von Ontario, Ray Lawson, in seiner Residenz eine Wurlitzer-Orgel nach Vorgaben Mcleans aufstellen. Probeaufnahmen vom September 1961 er zwei Monate für eine LP-Produktion sind die letzten Aufnahmen Mcleans, der zwei Monate später während des Orgelspiels in Holy Rosary Church zusammenbrach und im Juli 1962 an einem Herzinfarkt starb.
Neben zwei Orgelkonzerten komponierte Mclean ein Cembalo-, ein Klavier-, ein Harfen- und ein Violinkonzert, zwei Konzerte für elektronische Orgel, Orchesterstücke (u. a. Babbling, Parade of the Sunbeams, Rondelet, Algonquin Legend) ein Stabat Mater, zehn Messen, eine Kantate und Chorstücke, etwa fünfzig Lieder, Klavier- und Orgelstücke, ein Streichquartett, drei Trios und ein Duo für Violine und Klavier.